# كونستانس ورث
كونستانس ورث (بالإنجليزية: Constance Worth)‏ هي ممثلة أسترالية، ولدت في 19 أغسطس 1911 في أستراليا، وتوفيت في 18 أكتوبر 1963 في الولايات المتحدة.

## أعمال

### أفلام
- (1941) الشك

## وصلات خارجية
- كونستانس ورث على موقع IMDb (الإنجليزية)
- كونستانس ورث على موقع ألو سيني (الفرنسية)
- كونستانس ورث على موقع أول موفي (الإنجليزية)
- كونستانس ورث على موقع قاعدة بيانات الأفلام السويدية (السويدية)
- كونستانس ورث على موقع قاعدة بيانات الفيلم (الإنجليزية)
- كونستانس ورث على موقع كينوبويسك (الروسية)